# Выбор НАО
«Выбор Ненецкого автономного округа» (сокращённо «Выбор НАО» или «ВНАО») — российская региональная парламентская газета, еженедельник Собрания депутатов Ненецкого автономного округа. Редакция газеты находилась в городе Нарьян-Мар. В издании освещались события, происходящие в НАО и за его пределами. Все материалы публиковались на русском языке.

## История
Первый номер газеты вышел 1 сентября 2007 года.
Газета «Выбор НАО» является правопреемником издававшейся с 2000 по 2005 годы газеты «Выбор Народа». В тот же период в Ненецком АО издавалась газета «Известия НАО».
С 18 февраля 2016 года две окружные газеты — ГБУ НАО ОПГ «Няръяна вындер» и ГБУ НАО «Выбор НАО» были объединены в ГБУ НАО «Издательский дом НАО».
В 2017 году, в связи со снижением финансирования учреждения деятельность газеты приостановлена. В течение года вышел лишь один номер газеты. В еженедельном режиме коллектив «Выбора НАО» выпускал вкладыш в газете «Няръяна вындер» объёмом 4 полосы, посвященный деятельности окружного Собрания депутатов.
Начиная с 2018 года выпускается один номер газеты в год, призванный продлить свидетельство о регистрации СМИ. Редакция газеты распущена.